# Club Estudiantes de La Plata 2012-2013

## Rosa
| N. |                      | Ruolo | Calciatore          |
| -- | -------------------- | ----- | ------------------- |
| 12 | Argentina (bandiera) | P     | Agustín Silva       |
| 28 | Argentina (bandiera) | P     | Gerónimo Rulli      |
| 34 | Argentina (bandiera) | P     | Germán Vouilloud    |
| 2  | Argentina (bandiera) | D     | Leandro Desábato    |
| 3  | Argentina (bandiera) | D     | Jonathan Silva      |
| 6  | Argentina (bandiera) | D     | Agustín Alayes      |
| 13 | Svizzera (bandiera)  | D     | Dylan Gissi         |
| 16 | Argentina (bandiera) | D     | Germán Ré           |
| 21 | Argentina (bandiera) | D     | Jonathan Schunke    |
| 30 | Argentina (bandiera) | D     | Emanuel Tarabbini   |
| 32 | Argentina (bandiera) | D     | Mauricio Rosales    |
| 4  | Uruguay (bandiera)   | C     | Matías Aguirregaray |
| 5  | Argentina (bandiera) | C     | Gastón Gil Romero   |
| 8  | Argentina (bandiera) | C     | Mariano González    |
|    | Argentina (bandiera) | C     | Israel Damonte      |

| N. |                      | Ruolo | Calciatore           |
| -- | -------------------- | ----- | -------------------- |
| 15 | Argentina (bandiera) | C     | Román Martínez       |
| 19 | Argentina (bandiera) | C     | Maximiliano Núñez    |
| 20 | Argentina (bandiera) | C     | Leandro González     |
| 22 | Argentina (bandiera) | C     | Juan Sebastián Verón |
| 23 | Argentina (bandiera) | C     | Leandro Benítez      |
| 26 | Argentina (bandiera) | C     | Carlos Correa        |
| 29 | Argentina (bandiera) | C     | Sergio Modón         |
| 31 | Argentina (bandiera) | C     | Leonardo Jara        |
| 33 | Argentina (bandiera) | C     | Pato Rodríguez       |
| 10 | Argentina (bandiera) | A     | Gastón Fernández     |
| 17 | Argentina (bandiera) | A     | Guido Carrillo       |
| 18 | Argentina (bandiera) | A     | Mauro Fernández      |
| 27 | Argentina (bandiera) | A     | Carlos Auzqui        |